# エクソソーム (小胞)

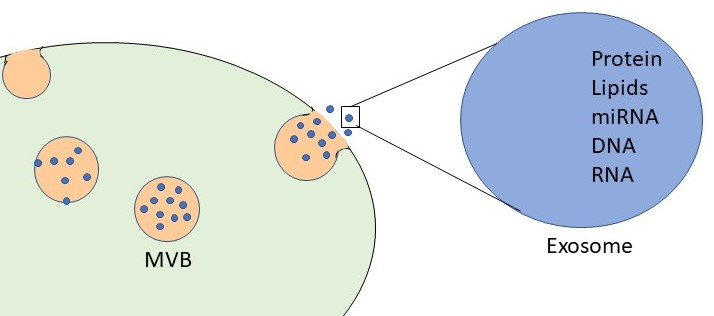
エクソソームは、多胞体（MVB）を介した独特な経路で生合成される細胞外小胞である。

エクソソームまたはエキソソーム（英: exosome）は、大部分の真核細胞において、エンドソーム区画で形成される膜結合性の細胞外小胞（extracellular vesicle、EV）である。
多胞体（multivesicular body、MVB）は、エンドソーム内腔へ内向きに出芽する腔内膜小胞（intraluminal membrane vesicle、ILV）の存在によって定義されるエンドソームである。MVBが細胞膜へ融合した場合、ILVはエクソソームとして放出される。多細胞生物では、エクソソームや他のEVは組織中に存在するとともに、血液、尿、脳脊髄液を含む体液中にも含まれる場合がある。これらはin vitro（試験管内で）の研究では培養細胞から培地中へ放出される。エクソソームのサイズはMVBの大きさによって制限されるため、一般的には他の大部分のEVよりは小さいと考えられている。直径は約30-150 nmで、これは多くのリポタンパク質と同程度のサイズであり、細胞よりはずっと小さい。他のEVと比較してエクソソームに特有の特徴や機能が存在するかどうか、また他のEVと効率的に区別したり分離したりことができるかどうかは明らかではない。エクソソームを含むEVは起源となった細胞由来の標識分子を含んでおり、血液凝固や細胞間シグナル伝達から廃棄物の管理まで様々な生理学的過程に特化した機能を持つ。
かつては細胞が老廃物を排出する際に包む「ごみ袋」程度の存在と考えられていたが、2000年代から医学的な研究が進み、病気を早期発見するためのバイオマーカー、ドラッグデリバリーシステム（DDS）などの治療法として、EVの臨床応用に対する関心は高まっている。国際細胞外小胞学会が設立され、EVに特化したジャーナルである『Journal of Extracellular Vesicles』が発行されている。
エクソソームの医療への利用は既に始まっており、欧米では臨床試験に進んだ例もあるほか、日本では美容医療などの自由診療で使うクリニックもあるが、安全性を含めた医学的な研究は途上であり、日本再生医療学会は規制が必要という見解・提言を2021年と2023年に公表している。厚生労働省も2024年7月、保健所を運営する地方自治体に監視・指導を強めるよう通知を出した。
アメリカ合衆国では、クリニックが医学的に証明されていない未承認のエクソソーム製品による治療を行い、エキソソーム分野に損害を与える危険性が指摘されている。2019年末、アメリカ食品医薬品局（FDA）は、未承認のエキソソームについて、根拠のない説明で患者を騙し、患者に深刻な有害事象が起きているとして注意喚起を行った。FDAは、このような行為は、患者が科学的に正しい治療を受ける機会を遅らせたり、被害を及ぼすことで、患者を危険にさらすとする。2020年、FDAは、新型コロナウイルス感染症およびその他の健康状態に対するエクソソームの販売や使用について、複数の企業に警告を発した。日本でも、新型コロナ後遺症のエクソソームによる自由治療を1回10万円で行うクリニックや、若返り治療を行うクリニック、エクソソームを使った化粧品などがある。2023年1月放送のバラエティ番組『カズレーザーと学ぶ。』では、エキソソーム治療で若返り効果が得られるとして、5 - 30万円の自由診療を紹介した。

## 背景
エクソソームは、Philip D. StahlらとRose M. Johnstone(en)らによって1983年に哺乳類の成熟中の網赤血球（未成熟の赤血球）中に発見され、1987年にJohnstoneらによって「エクソソーム」（exosome）と名付けられた。
エクソソームは、in vitro（試験管内で）の研究により網赤血球が成熟した赤血球になる際に、多くの細胞膜タンパク質の選択的除去に関与することが示されている。網赤血球では、哺乳類の大部分の細胞と同様に、細胞膜の一部が定期的にエンドソームとして細胞内へ取り込まれ、1時間に50-180%の細胞膜がリサイクルされる。さらにその後、一部のエンドソーム膜はより小さな小胞としてエンドソーム内部へ取り込まれる。こうしたエンドソームは、大きな構造体の内部に多くの小胞（ILV）が存在するという外見から、多胞体（MVB）と呼ばれている。MVBが細胞膜と融合すると、ILVはエクソソームとなって細胞外空間へ放出される。
エクソソームは、タンパク質やRNAなど、起源細胞に由来する様々な分子的構成要素を含んでいる。エクソソームのタンパク質組成は起源となった細胞や組織によって異なるが、大部分のエクソソームは進化的に保存された共通のタンパク質分子のセットを含んでいる。タンパク質のサイズや形状、詰め込みのパラメータを考慮すると、1つのエクソソームに含まれるタンパク質は約20,000分子と推定される。エクソソーム中にmRNAやmiRNAの積み荷が存在することは、スウェーデンのヨーテボリ大学の研究で初めて発見された。この研究では、細胞中とエクソソーム中のmRNA、miRNA含量の差異が記載され、エクソソーム中のmRNAの機能性についても記載された。また、エクソソームは二本鎖DNAを運搬することも示されている。
エクソソームは膜小胞輸送を介してある細胞から他の細胞へ分子を輸送することができ、それによって樹状細胞やB細胞などの免疫系に影響を与え、病原体や腫瘍に対する獲得免疫応答の媒介に機能的な役割を果たしている可能性がある。そのため、細胞間シグナル伝達におけるエクソソームの役割について精力的な研究が行われており、エクソソームで運搬される積み荷RNA分子によってその生物学的影響が説明されるという仮説が立てられている。例えば、エクソソーム中のmRNAは受容細胞ののタンパク質産生に影響を与えることが示唆されている。他の研究では、間葉系幹細胞から分泌されるエクソソーム中のmiRNAは主にpre-miRNAであり、成熟したmiRNAではないことが示唆されている。この研究の著者らは、こうしたエクソソーム中にRNA誘導サイレンシング複合体（RISC）関連タンパク質は見いだされなかったため、成熟miRNAではなくpre-miRNAのみが受容細胞において生物学的活性をもつ可能性があることを示唆している。エクソソームへのmiRNAの取り込みに関与する機構としては、miRNA配列中の特定のモチーフを介した取り込み、エクソソームに局在する長鎖ノンコーディングRNAとの相互作用、RNA結合タンパク質との相互作用、アルゴノートタンパク質の翻訳後修飾など、複数の機構が報告されている。
逆に、エクソソームの起源となる細胞が受けた分子シグナルによって、エクソソームの産生やその含有物が影響を受ける場合がある。低酸素にさらされた腫瘍細胞は血管新生能と転移能の高いエクソソームを分泌し、血管新生を促進することで低酸素微小環境に適応したり、より好ましい環境への転移を促進したりしていることが示唆される。

## 用語
「エクソソーム」という用語はエンドソーム由来のEVに厳密に適用されるべきであるという意見の一致が研究分野では得られつつある。EVが細胞を出た後にその起源を明らかにすることは困難であるため、「細胞外小胞」（extracellular vesicle）という用語が適切である場合も多い。

## 研究

### 臨床研究
ヒトを対象にした研究は、日本の国内外で始まったばかりで集積された知見がなく、有効性や安全性に関する証拠は得られていない。エクソソーム等を用いた自由診療の安全性については、エクソソーム等としてのリスクよりも、精製する際に利用する動物由来の不純物の成分によるリスクについて懸念が示されている。
エクソソームを基盤としたがんワクチンプラットフォームに対し、初期の臨床試験が行われている。患者由来のエクソソームはがんの免疫療法として、いくつかの臨床試験が行われているが、現時点では十分な有効性が得られていない。

### in vitro（試験管内で）や動物実験による研究
赤血球に由来するエクソソームには、成熟赤血球には存在しないトランスフェリン受容体が含まれている。樹状細胞に由来するエクソソームにはMHC I、MHC IIと共刺激分子が発現しており、in vivoで抗原特異的なT細胞の反応を誘導・強化することが示されている。エクソソームは腎臓から尿中に放出されることもあり、診断ツールとして利用できるかもしれない。
尿中のエクソソームは前立腺がんの治療応答マーカーとして有用である可能性がある。腫瘍細胞から分泌されるエクソソームは周囲の細胞にシグナルを伝達していることがあり、筋線維芽細胞の分化を調節することが示されている。悪性黒色腫においては、腫瘍由来の小胞はリンパ系へ進入し、リンパ節の辺縁洞マクロファージやB細胞と相互作用する。近年の研究では、エクソソームの放出は卵巣がんの浸潤性と正の相関があることが示されている。腫瘍から血中へ放出されるエクソソームも診断における利用可能性がある。エクソソームの体液中での顕著な安定性は、疾患のバイオマーカーの貯蔵庫としての有用性を高めている。大腸がん細胞から血漿中へ放出されたエクソソームはさまざまな温度で90日間保存した後でも回収可能であり、バイオレポジトリに保存されたヒトの血液試料をバイオマーカー分析に利用することができる。
がんなどの悪性腫瘍は、エクソソームの恒常性を維持する制御回路を、がん細胞の生存と転移を促進するために利用している。
尿中のエクソソームは、積み荷のタンパク質やmiRNAの分析を行うことで、泌尿生殖器のがん、鉱質コルチコイドによる高血圧など多くの病態の検出に有益な可能性がある。
神経変性疾患では、エクソソームはα-シヌクレインの拡散に関与しているようであり、疾患の進行を監視する手段として、そして薬剤の送達のための輸送手段としてなどの活発な研究が行われている。
この分野の研究開発の促進を目的として、エクソソームの含有物に関するゲノム情報を収録したオープンアクセスのオンラインデータベースが開発されている。

## エクソソームと細胞間コミュニケーション
エクソソームの細胞間シグナル伝達における役割について活発な研究が行われている。エクソソームは起源細胞から離れた細胞と融合して内容物を放出することができるため、受容側の細胞に影響を与えている可能性がある。例えば、"exosomal shuttle RNA" として知られる、細胞間を往来するRNAは、受容側の細胞のタンパク質産生に影響を与えている可能性がある。樹状細胞やB細胞など、特定の細胞に由来するエクソソームは、細胞間で分子を輸送することによって病原体や腫瘍に対する適応免疫応答の媒介に機能的な役割を果たしている可能性がある。
反対に、エクソソームの産生や内容物が起源細胞が受けた分子シグナルの影響を受ける可能性もある。この仮説の証拠として、低酸素にさらされた腫瘍細胞は血管新生能や転移能の高いエクソソームを分泌しており、血管新生を促進することで低酸素微小環境に適応したり、より好ましい環境への転移を促進したりしていることが示唆される。近年では、慢性リンパ性白血病の進行に従ってエクソソームのタンパク質内容物が変化する可能性が示されている。
腫瘍のエクソソームによる細胞間コミュニケーションが、がんの転移を媒介しているという仮説がある研究から立てられている。仮説では、エクソソームは腫瘍の情報を新たな細胞へ植え付け、転移によってその器官へ移動する準備を整えるとされている。研究では、腫瘍のエクソソームによるコミュニケーションは様々な器官への転移を媒介する能力があることが発見された。さらに、腫瘍細胞の増殖が不利である場合であっても、新たな領域や器官に植え付けられた情報は器官特異的な転移の拡大を促進する。
エクソソームは自然免疫応答を高める積み荷を運搬している場合がある。例えば、サルモネラSalmonella entericaが感染したマクロファージは、ナイーブマクロファージと樹状細胞からのTNF-α、RANTES、IL-1ra、MIP-2、CXCL1、MCP-1、sICAM-1、GM-CSF、G-CSFなど、免疫促進サイトカインの分泌を促進する。エクソソームの炎症促進効果の一部は、エクソソームに取り込まれたリポ多糖によるものである。

## エクソソームの生合成、分泌、取り込み

### 生合成
エクソソームの形成は、多胞体（MVB）または後期エンドソームが陥入して腔内膜小胞（ILV）が生成されるところから始まる。MVB、小胞の出芽、そして選別に関してはさまざまな機構が提唱されている。最もよく研究されておりよく知られているものは、ESCRT（endosomal sorting complex required for transport）依存的経路である。ESCRTは、タンパク質複合体ESCRT-0、I、II、IIIとそれに結合するATPアーゼであるVps4からなる、ユビキチン化を伴う経路である。ESCRT-0は、後期エンドソーム膜への詰め込みのための標識が付けられたユビキチン化タンパク質を認識し保持する。ESCRT-I/IIはESCRT-0を認識し、MVBが形成されるよう膜陥入を開始する。ESCRT-IIIはらせん状構造を形成し、陥入の付け根部分を狭窄する。ATPアーゼであるVps4タンパク質が膜の狭窄部の切断を駆動する。Syndecan-syntenin-ALIXエクソソーム生合成経路は、ESCRT非依存的または非典型的経路の1つである。

### 分泌
形成されたMVBは細胞膜の内側へ輸送され、細胞膜と融合する。コレステロール含量の高いMVBが細胞膜と融合し、エクソソームを放出することが多くの研究で示されている。MVBに結合したRabタンパク質、特にRab7がエフェクターとなる受容体を認識する。MVBと細胞膜のSNARE複合体（soluble N-ethylmaleimide-sensitive fusion attachment protein receptor）が相互作用し、融合を媒介する。

### 取り込み
エクソソームによる特異的標的化は、活発な研究領域となっている。エクソソームによる標的化の正確な機構の理解は、特定のタンパク質、糖、脂質へのエクソソームのドッキングや微飲作用（micropinocytosis）など、いくつかの一般的機構に限られている。取り込まれたエクソソームはエンドソームへ標的化され、そこで内容物の放出が行われる。

## 積み荷の選別と詰め込み
エクソソームは様々な積み荷（タンパク質、脂質、核酸など）を含んでいる。これらの積み荷は特異的に選別され、エクソソームへ詰め込まれる。エクソソームに詰め込まれる内容物は細胞種特異的で、細胞の状況によっても影響される。エクソソームのmiRNAとタンパク質は選別されてエクソソームへ詰め込まれたものである。Villarroya-Beltriらは、細胞質のmiRNAには存在しない、保存されたGGAGモチーフ（EXOモチーフ）を持つmiRNAがエクソソームに詰め込まれ、エクソソーム特異的な詰め込みのためにSUMO化されたhnRNP A2B1に結合することを同定した。タンパク質はESCRT、テトラスパニン、脂質に依存した機構によって詰め込まれる。細胞膜と比較して、エクソソームはコレステロール、スフィンゴミエリン、飽和したホスファチジルコリンやホスファチジルエタノールアミンに富む。

## 単離
エクソソームの単離と検出は複雑なものであることが示されている。体液の複雑性のため、エクソソームを細胞や同程度のサイズの粒子から物理的に分離することは困難である。分画超遠心を用いたエクソソームの単離はタンパク質や他の夾雑物が混在しており、小胞のリポタンパク質から分離は不完全である。精密ろ過や密度勾配を利用した超遠心分離によって純度は改善される。サイズ排除クロマトグラフィーによる細胞外小胞の一段階分離は、超遠心よりも完全な小胞の回収率が高いことが示されているが、サイズに基づく技術だけではエクソソームを他のタイプの小胞と区別することはできない。純粋なエクソソームを単離するためには、物理的パラメータ（サイズ、密度）と生化学的パラメータ（生合成に関与する特定のタンパク質の存在/不在）に基づいた分離技術の組み合わせが必要である。追跡可能な組換え型EVなどの標準物質の利用は、試料調製や分析時の技術的誤差の緩和の助けとなる。
多くの場合、複数のエクソソームから有用な情報を得るためには機能アッセイや抗原アッセイが利用される。エクソソーム集団中のタンパク質を検出する手法としては、質量分析とウェスタンブロッティングが良く知られている。しかし、これらの手法の限界は、アッセイから得られる情報に影響を与えるような夾雑物が存在している可能性がある点である。できれば、情報は単一のエクソソームに由来することが望ましい。検出可能なエクソソームに関連する特性としては、サイズ、密度、形態、組成、およびゼータ電位が挙げられる。

## 検出
エクソソームの直径は典型的には 100 nm以下であり、屈折率も低いため、現在用いられている多くの技術の検出限界を下回っている。エクソソームの分析を促進するため、ナノテクノロジーやマイクロ流体力学を利用したマイクロシステムが多数開発されている。こうした新たなシステムとしては、microNMR装置、ナノプラズモンチップ、タンパク質プロファイリングのための磁気ビーズと電気化学センサを組み合わせたmagneto-electrochemical sensor、RNAの検出のための一体型マイクロ流体カートリッジなどがある。フローサイトメトリーは懸濁したエクソソームの検出に適した手法である。しかし、単一エクソソームの検出のためのフローサイトメトリーの利用は、感度の限界とswarm detectionなどの測定アーティファクトの可能性のため、まだ不十分である。単一のエクソソームを検出する他の手法には、原子間力顕微鏡、ナノ粒子トラッキング解析、ラマンマイクロ分光、Tunable resistive pulse sensing、透過型電子顕微鏡などがある。

## バイオインフォマティクスによる解析
エクソソームには、起源となった細胞種を反映したRNA、タンパク質、脂質、代謝産物が含まれている。エクソソームは多数のタンパク質、RNA、脂質を含むため、プロテオミクスやトランスクリプトミクスなどの大規模解析が行われる場合が多い。現在こうしたデータの分析に際しては、FunRichなどの非商用ツールがover-representationしている分子グループの同定に利用可能である。次世代シーケンシング技術の出現とともに、がんだけでなく様々な疾患でエクソソームの研究が加速している。近年では、Trypanosoma cruziから抽出されたエクソソームのRNA-Seqデータのバイオインフォマティクスによる解析によってこれらの細胞外小胞とさまざまな重要な遺伝子産物との関係が示されており、シャーガス病のバイオマーカーの発見の可能性が高まっている。

## 治療と薬剤のキャリア
エクソソームはin vitroでもin vivoでも強力な細胞応答を引き起こす能力を持つため、治療薬としての可能性の認識が高まっている。エクソソームは、幹細胞集団に観察されていた生理活性を再現するように、損傷や疾患時の再生作用を媒介する。間葉系幹細胞由来のエクソソームは、創傷や骨折の治癒に重要ないくつかのシグナル伝達経路（Akt、ERK、STAT3など）を活性化することが判明している。また、それらは多数の成長因子（肝細胞増殖因子（HGF）、インスリン様成長因子1（IGF1）、神経成長因子（NGF）、間質細胞由来因子1（SDF1））の発現を誘導する。通常の創傷治癒に傍分泌を介して関与する間葉系前駆細胞集団であるcirculating fibrocyteから分泌されるエクソソームはin vitroで血管新生促進作用を示し、糖尿病患者由来の皮膚線維芽細胞を活性化し、ケラチノサイトの遊走と増殖を誘導するとともに、in vivoでは糖尿病マウスの創口閉鎖を加速した。エクソソームの積み荷の重要な構成要素は、Hsp90α、STAT3、血管新生促進性miRNA（miR-126、miR-130a、miR-132）、抗炎症性miRNA（miR124a、miR-125b）、そしてコラーゲンの蓄積を調節するmiRNA（miR-21）であった。また、口腔ケラチノサイトから分泌されるエクソソームは創傷治癒を加速し、ヒト由来のエクソソームをラットの創傷に投与した場合でも効果がみられる。エクソソームは体の内在システムに存在しており耐性が高いため、siRNAを効率的に送達するキャリアとしても有望であると考えれている。
エクソソームには、効果の高い薬剤キャリアとして独特な利点が存在する。エクソソームは複数の接着タンパク質を含む細胞膜から構成されているため細胞間コミュニケーションに特化しており、様々な治療薬を標的細胞へ送達するための他にはないアプローチを可能にする。ある研究では、抗がん剤パクリタキセルの送達媒体としてエクソソームが用いられた。薬剤は白血球由来のエクソソームの内側に配置され、薬剤抵抗性肺がんのマウスへ注入された。パクリタキセルをエクソソームへ取り込むことで細胞毒性は50倍以上に増加したが、これは気道から送達されたエクソソームが肺がん細胞とほぼ完全に共局在するためである。